# Палац Рад
Палац Рад — нездійснений грандіозний будівельний проєкт радянського уряду в Москві, адміністративна будівля, місце проведення сесій Верховної Ради СРСР та масових заходів. Робота над проєктом розпочалася в 1930-і роки, включаючи архітектурний конкурс і початок будівництва, що тривав до 1941 року. Втілення продовжилося в 1950-ті роки, проте не було завершене. Палац Рад повинен був стати дев'ятою, центральною і головною московською сталінською висоткою, кульмінацією всього висотного будівництва СРСР і найвищою будівлею світу.
Споруда повинна була розташовуватися на місці Храму Христа Спасителя, спеціально для цього підірваного в 1931 році. У 1937—1941 роках тривало будівництво основи Палацу Рад, але воно було перерване через початок німецько-радянської війни. Металеві конструкції демонтували і втілення проєкту поновилося тільки в 1950-і. У рамках «боротьби з ахітектурними надмірностями» попередній задум було відхилено, а новий так і не був затверджений. У 1958—1960 роках у фундаменті Палацу Рад розмістився найбільший в світі відкритий зимовий плавальний басейн «Москва». У 1994 році на його місці розпочалося будівництво нового Храму Христа Спасителя, завершене в кінці 1999 року.

## Функції
Палац Рад задумувався як місце для засідань верховного органу країни з площею для офіційних парадів перед ним, а також як народний форум — місце колективного спілкування трудящих мас (демонстрації, мітинги, політичні карнавали, воєнізовані та спортивні видовищні постановки тощо). В архітектурі споруди виділялися велика зала та композиційно підпорядкована їй мала зала. Така організація об'ємно-просторової композиції Палацу Рад повинна була демонструвати, що це не тільки місце роботи найвищого державного органу СРСР, а й своєрідний символ народовладдя.

## Історія

Порівняння проєктів Палацу Рад різних років

### Ідея побудови
Вперше ідею збудувати Палац Рад озвучив 30 грудня 1922 року Сергій Кіров на Першому Всесоюзному з'їзді Рад, що відбувався в будівлі Великого театру. Він пропонував створити будинок для багатотисячних партійних засідань:
|  | Я думаю, що скоро знадобиться для наших зібрань, для наших виняткових парламентів просторіше, світліше приміщення. Я думаю, скоро ми відчуємо, що під цим склепінням вже не вміщаються звуки «Інтернаціоналу». […] Про нас багато говорять, нас характеризують тим, що ми блискавично стираємо з лиця землі палаци банкірів, поміщиків і царів. Це вірно. Збудуємо ж на місці їх новий палац робітників і трудящих селян, зберемо все, чим багаті радянські країни, вкладемо всю нашу робітничо-селянську творчість у цей пам'ятник і покажемо нашим друзям і недругам, що ми, «напівазіати», ми, на яких досі продовжують дивитися зверху вниз, здатні прикрашати грішну землю такими пам'ятниками, які нашим ворогам і не снилися. |

Проте тоді ідея лишилася без розвитку, до неї повернулися в 1931 році, коли постала проблема нестачі місць для зібрань і масових заходів. Улітку 1931 року газети «Правда» та «Ізвєстія» повідомили про конкурс проєктів Палацу Рад. Публіцисти описували майбутню споруду найбільшим культурно-політичним і громадським центром країни — з бібліотекою, кінозалом, виставковими майданчиками.

### Конкурс

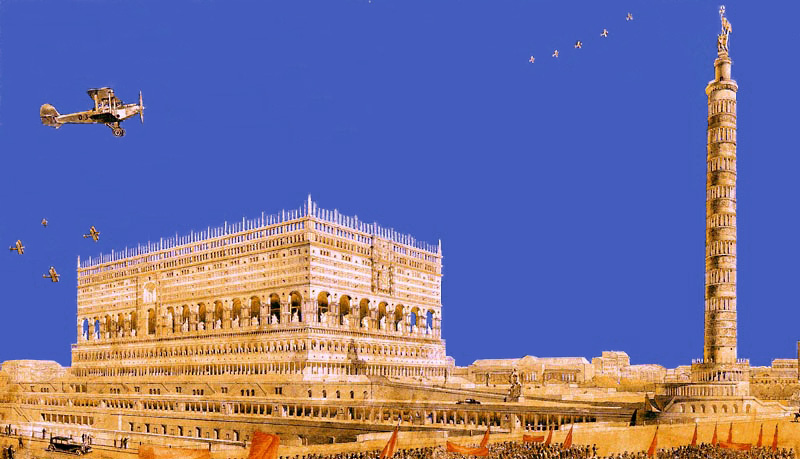
Палац Рад за проєктом Володимира Щуко, 1932 р.

У першому турі конкурсу 1931 року учасникам потрібно було визначитися з місцем розташування Палацу Рад. На закритому конкурсі два десятки архітекторів могли запропонувати для будівництва будь-яку точку Москви. З-поміж варіантів були Фрунзенська набережна (автор ідеї — Олексій Щусєв), Воробйові гори (запропоновані бригадою САСС в особі архітекторів Л. Павлова, П. Александрова та М. Кузнєцова), і навіть Красна площа (запропонував А. Микільський). Найвище керівництво СРСР вбачало місцем будівництва історичний центр Москви: Болотну площу, Охотний Ряд, Заряддя, Китай-город та вулиця Волхонка. Метою було створити незвичайний, грандіозний, багатофункціональний проєкт, де зосередилося б нове життя Москви. Остаточний вибір комуністичної партії спинився на Волхонці, де стояв Храм Христа Спасителя. 5 грудня 1931 року храм було підірвано.
На другий відкритий тур конкурсу було подано 160 проєктів (12 замовних, 135 конкурсних та 13 позаконкурсних), у тому числі 24 з інших країн, та 112 окремих пропозицій. На відміну від попереднього туру, тут були представлені всі творчі течії — і авангардні, і традиціоналістські. Об'ємно-просторове та стильове рішення Палацу Рад вирізнялися надзвичайною різноманітністю. Пропонувалися як прості монументалізовані форми (проєкти Б. Іофана, Г. Гамільтона та ін.), символічні композиції (Г. Людвіг, А. Власов, А. Куровський, І. І.). Ламцов, І. Явейн та ін.), так і використання прийомів та форм минулого (І. Жолтовський, Г. Гольц, І. Соболєв та М. Парусников), просторові композиції у формах нової архітектури (Ле Корбюзьє; П. Олександров, В. Калінін та Л. Павлов, К. Алабян та В. Симбірцев та ін.). Пропонувалися численні геометричні основи Палацу Рад: сфера, напівсфера, паралелепіпед, конус, усічена піраміда тощо. На цей етап було допущено і непрофесійну громадськість — робітників, небайдужих до архітектури та образу Москви людей. Висувалися ідеї побудувати Палац Рад у формі серпа та молота, літер «СССР», зірок та інших радянських символів, а також у формі кордонів СРСР на карті світу. Існувала пропозиція відобразити в формі споруди боротьбу капіталізму та соціалізму: «Великий зал (що репрезентує 5/6 земної кулі) скований ланцюгами капіталізму, а малий зал, у вигляді конуса, є символом СРСР, що супроводжується макетом 518 гігантів соціалістичної індустрії». 15 грудня 1931 року у Музеї образотворчих мистецтв імені Пушкіна відбулася виставка проєктів.
Рада будівництва Палацу Рад 28 лютого 1931 року оголосила переможців. Було визначено три вищі, три перші, п'ять других та п'ять третіх премій від 10 тис. до 12 тис. рублів. Рада постановила про «Монументальність, простоту, цілісність та витонченість архітектурного оформлення Палацу Рад, яким належить відображати велич нашого соціалістичного будівництва», та використання «як нових, так і найкращих прийомів класичної архітектури, одночасно спираючись на досягнення сучасної архітектурно-будівельної техніки».
На третьому турі, що відбувався в 1932 році, було відібрано 13 проєктів. У четвертому закритому турі конкурсу, де брало участь п'ять авторських колективів, лишилися проєкти, де Палац Рад поставав як єдиний компактний у плані монументальний будинок. Тур закінчився 10 травня 1932 року перемогою проєкту Бориса Іофана, який використав ідеї ряду інших учасників конкурсу і запропонував величезну багаторівневу будівлю з численними колонами, увінчану 18-метровою статуєю робітника зі смолоскипом у руці під назвою «Звільнений пролетар». Потім архітектор змінив задум, тепер Палац Рад увінчувала статуя Володимира Леніна заввишки 50-75 м, яку потім збільшили до 100 м.

### Створення технічного проєкту

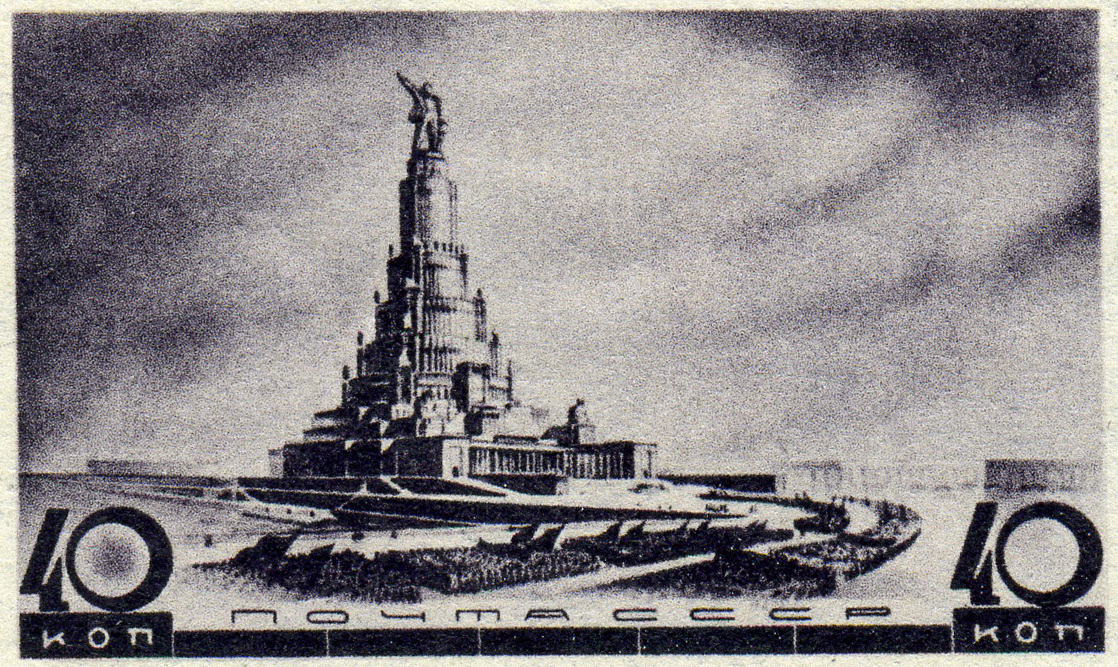
Проєкт Палацу Рад на марці 1937 р.

Розробка. Головним архітектором будівництва Палацу Рад та першим заступником начальника будівництва назначили Бориса Іофана, поклавши на нього керівництво архітектурно-художньою частиною будівництва. Архітектори Володимир Щуко та професор Володимир Гельфрейх стали співавторами. Щуко став заступником головного архітектора.
Після ухвалення постанови щодо відповідальних за будівництво архітектори поділилися на дві групи: майстерню Бориса Іофана та майстерню Володимира Щуко та Володимира Гельфрейха. Обидві кожна окремо інтенсивно працювали над остаточним проєктом Палацу Рад до осені 1933 року. Іофан продовжував удосконалювати свій проєкт, який являв собою ступінчасту вежу. Тоді як Щуко та Гельфрейх запропонували цілковито нову композицію Палацу Рад у вигляді вертикального багатоярусного постамента, увінчаного скульптурою Леніна. Загальна висота будівлі в проєкті зросла до 400 м. Основою споруди розглядалися квадрат або коло. Круглий варіант був ближчим до проєкту Іофана. У розробці висотного варіанту брали участь учні та помічники Щуко та Гельфрейха: П. Абросімов, А. Великанов, Л. Поляков, І. Рожин, О. Хряков та ін. Остаточним варіантом стала будівля заввишки 415 м, архітектура якої доопрацьовувалася вже всіма трьома авторами спільно. Її й було схвалено Радою будівництва Палацу Рад 19 лютого 1934 року як технічний проєкт (за яким мало початися будівництво, але який ще міг уточнюватися в деталях). Палац Рад мав бути ступінчастою вежею-постаментом, на якій стояла б грандіозна статуя Леніна. Попри те, що загальний вигляд Палацу Рад був затверджений, у 1937—1939 роках елементи споруди ще уточнювалися, навіть коли почалося будівництво її основи.

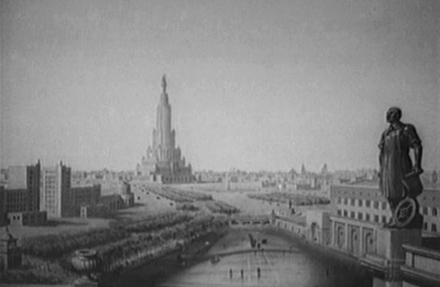
Палац Рад у пропагандистському фільмі «Нова Москва», 1938 р.

Оформлення та технічне оснащення. Головний вхід, біля якого було б встановлено пам'ятники Карлу Марксу та Фрідріху Енгельсу, планувалося звернути до Кремля. Фасади палацу покривав би шліфований граніт та прикрашали скульптури. Загалом для оформлення Палацу необхідно було виготовити 72 великі скульптури, 650 бюстів та 19 скульптурних груп. Назовні, крім статуї Леніна, мали розміститися пам'ятники Марксу, Енгельсу та соціалістам-утопістам. Для внутрішнього оформлення потрібно було використати фрески, майоліку, вітражі та мозаїку. Інтер'єри містили б орнаментальні елементи з каменю, дерева, металопластику. Фрески мали зайняти близько 20 тис. м², а крім них ще скульптури, бюсти, барельєфи та полотна у стилі соцреалізму. У круглому Великому залі Палацу Рад, розрахованому на 50 тис. осіб, розташовувався б партер, здатний завдяки електричним підйомникам трансформуватися в сцену, водний басейн і навіть льодову арену. Чотири кіноекрани, розташовані на гранях куба, забезпечували б огляд усім присутнім. Великий та Малий зали Палацу Рад єдналися відкритим форумом для народних зборів. Крім того, у будівлі задумувалося розмістити зал сталінської Конституції, зал героїки Громадянської війни та архів документів, пов'язаних з історією встановлення радянської влади.
Палац Рад потребував зручної транспортної системи та продуманих способів переміщення людей всередині будівлі. Передбачувана станція метро поряд з місцем будівництва отримала назву «Палац Рад» (сучасна «Кропоткінська») та мала обслуговувати будівлю. Майдан перед будівлею та нові транспортні магістралі проєктувалися з урахуванням великого пасажиропотоку. Щоб вийти на вулицю з нижніх частин будівлі, відвідувач мав витратити не більше 15 хвилин, а з висотної частини – не більше 25. У палаці передбачалося облаштування близько 140 вхідних тамбурів, 30 тис. автоматичних кабін гардеробу, 90 ескалаторів та 200 ліфтів. Розробкою цих механізмів займався конструкторський відділ Московського заводу підйомних споруд.
Згідно з дослідженнями інституту лікаря Володимира Обуха, для приміщення Палацу, а особливо, Великої зали, потрібно було створити складану систему вентиляції, щоб не лише забезпечити комфортні умови людям, а також зберігати внутрішнє оздоблення. Свіже повітря надходило б з вулиці крізь спеціальні декоровані отвори, очищувалося та фільтрувалося у 18-и кондиціонерах, а зрошувальна камера мала насичувати повітря вологою. У зимовий час повітря потрібно було підігрівати, а влітку охолоджувати.
Освітлення Палацу Рад передбачалося в 500 люкс. Від підсвічування споруди зсередини фахівці згодом відмовилися через технічні складнощі. За підрахунками, на освітлення всієї будівлі потрібні були прилади потужністю 9 тис. кіловат. Щоб знизити витрати електроенергії, планували використовувати газосвітні лампи. Система освітлення Палацу Рад повинна була виконуватись автоматично. Нереалізовані ідеї освітлення згодом застосували при проєктуванні сталінських висоток.
Місце в архітектурі Москви. У ясну погоду Палац Рад міг би виднітися із відстані 70 км від Москви. Борис Іофан, Лев Руднєв (надалі архітектор головної будівлі МДУ) та Дмитро Чечулін (архітектор будинку на Котельницькій набережній) пропонували спорудити ще декілька висотних будівель у Москві, щоби згладити масштаб Палацу Рад. За ідеєю Олексія Щусєва, у різних місцях Москви слід було побудувати ще 8 висотних будинків, назви яких містили б епітет «красний» — околиці Красної площі, Красні ворота, Красна Пресня.

### Початок будівництва

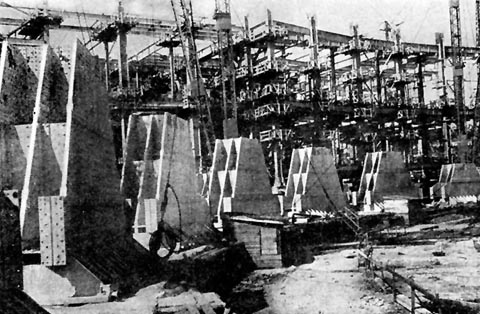
Будівництво цоколя Палацу Рад (1940 р.)

5 грудня 1931 року Храм Христа Спасителя був підірваний; після розбору його руїн швидко почалися підготовчі роботи до будівництва, перш за все риття величезної котловини й будівництво фундаменту. Незважаючи на геологічні труднощі (складні ґрунти, пливун), до початку війни був споруджений гігантський фундамент будівлі та почалося зведення каркасу за проєктом конструктора Миколи Нікітіна.
Фундамент Палацу Рад формували два бетонних кільця діаметром 140 і 160 м, 20,5 м завтовшки і 3,5 м заввишки. На кільцях планувалося встановити загалом 64 сталеві колони, які утворювали б каркас споруди та могли витримувати навантаження близько 12 тис. тонн. Стійкість фундаменту мало забезпечити заглиблення його на понад  21 м нижче рівня річки Москви і 27 м нижче поверхні тодішньої набережної. Створення фундаменту центральної частини будівлі потребувало 100 тис. кубометрів бетону. Ґрунт і вапнякова основа під ним укрпілювалися закачуванням крізь сотні свердловини гарячого бітуму, щоб унеможливити проникнення всередину ґрунтових вод. Планувалося, що нижня частина каркасу складатиметься з 32 пар потужних колон, розташованих по колу, опертих на черевики зі сталевих плит. Усі ці колони утворювали б циліндричний кістяк, до якого підвішувався гігантський купол Великої зали. При цьому колони мали складатися з таврових балок перерізу 1,5x1,5 м. З'єднували їх між собою листи сталі завтовшки 24 мм. Загальна маса каркасу Палацу Рад за проєктом досягала 228 тис. тонн, з яких 100 тис. тонн припадало на спеціальну марку сталі підвищеної міцності «СДС» («Сталь Дворца Советов»). Стіни споруди складали би порожнисті керамічні блоки. Керівником будівництва палацу з 1932 по 1937 рік був В. М. Михайлов (розстріляний 1937 року).
Підготовка до спорудження здійснювалася в першій половині та середині 1930-х років, а з 1937 року почалося основне будівництво. До 1939 року закінчилося закладання фундаменту висотної частини, головного входу й боку будівлі, зверненого до Волхонки заввишки до семи поверхів. Відповідно до постанови XVIII з'їзду партії, зведення Палацу Рад мало завершитися 1942 року — до кінця третьої п'ятирічки. Проте на заваді стала величезна маса будівлі — 1,5 млн тонн, з яких третину навантаження складала висотна частина будівлі.

### Скасування будівництва
Уже у вересні — жовтні 1941 року в період війни з підготовлених для монтажу металевих конструкцій були виготовлені протитанкові їжаки для оборони Москви, а незабаром будівлю, що ледь піднялася від рівня фундаменту, довелося розібрати зовсім: після окупації Донбасу в 1942 році сталеві конструкції Палацу Рад були демонтовані і використані для спорудження мостів на залізниці, зокрема Керченського мосту (що діяв у 1942—1943 роках). У результаті на місці будівництва лишилася тільки бетонна чаша.
З-поміж головних причин відмови від реалізації проєкту Палацу Рад вказуються такі: погані геологічні умови, непідхожі для втримання споруди; помітність Палацу Рад, що зробило б його орієнтиром для ворога; необхідність знесення чи перенесення ряду густонаселених навколишніх будівель і Державного музею образотворчих мистецтв імені О. С. Пушкіна. Окрім того, Палац Рад втратив своє ідеологічне значення. Завершення будівництва не менш амбіційного московського метрополітену стало досягненням, у яке не вірили зарубіжні спеціалісти.

### Другий Палац Рад і його спадок

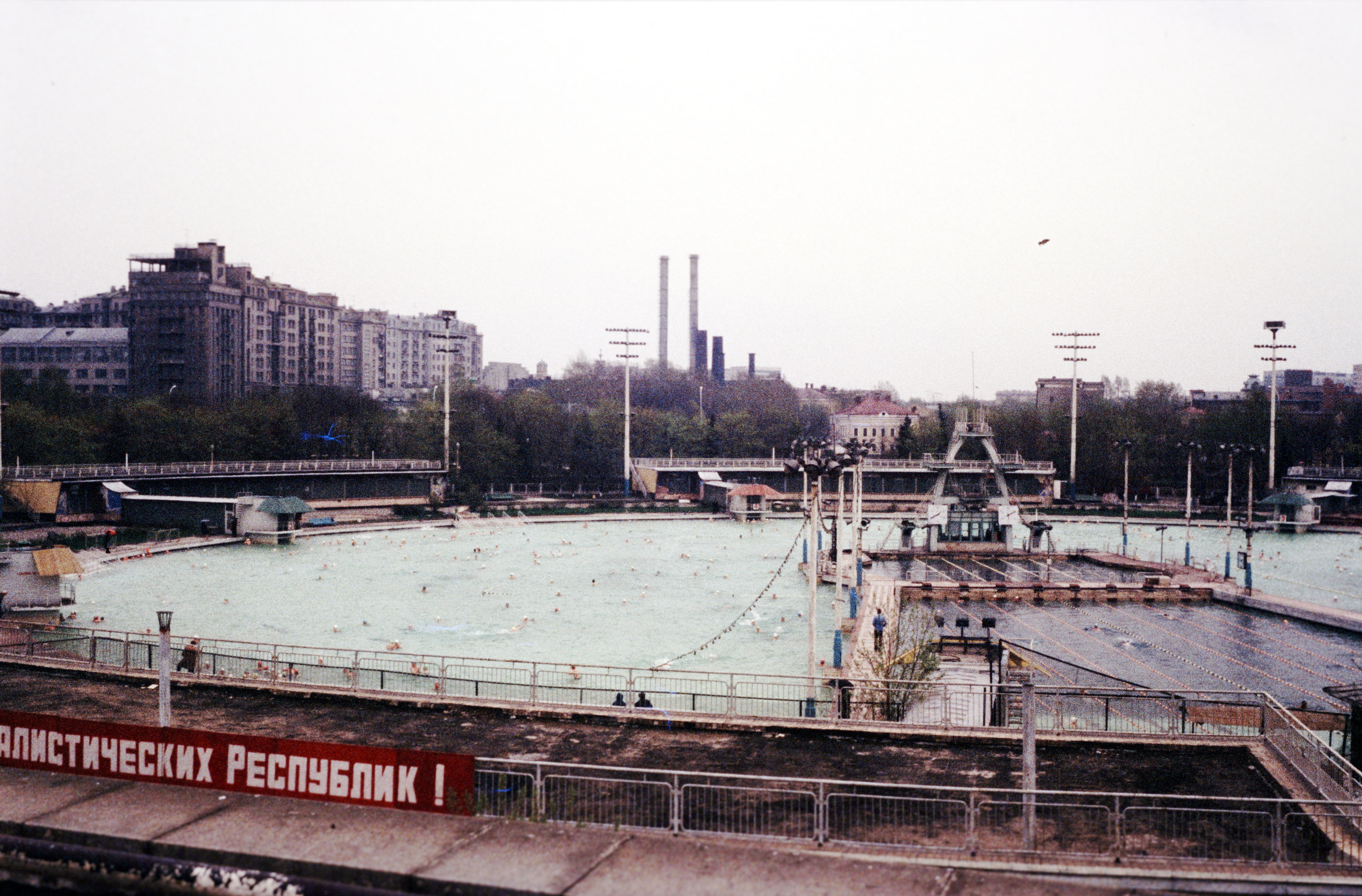
Басейн «Москва», 1980 р.

Архітектурний конкурс. Оскільки попередній проєкт застарів до того часу, як його реалізацію можна було поновити, Рада Міністрів СРСР у 1956 році ухвалила постанову про проведення Всесоюзного конкурсу на найкращий проєкт пам'ятника В. І. Леніну — Палацу Рад.
У рамках ініційованої Микитою Хрущовим кампанії з боротьби з архітектурними надмірностями, проєкт Іофана став недоцільним. Його робота була розкритикована та звинувачена в «безглуздій гігантоманії», «фантастичному забутті реальних життєвих масштабів та потреб», «надмонументальності форм». У журналі «Архітектура СРСР» за 1958 рік зазначалося, що висотна форма будівлі негативно вплинула на її внутрішню організацію. Величезні простори ярусів спричиняли незручне розташування приміщень та ускладнювали оснащення будівлі та пересування людей. Витрати праці та матеріалів на будівництво та використання будівлі як постаменту назвалися невиправданими. Окремо зазначалося, що проєкт Іофана не враховував навколишньої історичної забудови, Палац Рад пригнічував інші споруди. На думку фахівців, «композиція Палацу не відповідала повною мірою ні вимогам того часу, коли вона була задумана, ні тим більше вимогам наступних років, що змінилися». Новий Палац Рад повинен був стати частиною Генерального плану розвитку Москви, що реалізовувався б до 1990 року. Микита Хрущов виступав проти Палацу-постамента та виступав за окреме спорудження Палацу Рад і пам'ятика Леніну. Натомість Голова Президії Верховної Ради СРСР Климент Ворошилов дотримувався колишньої ідеї.
Поряд із проведенням відкритого конкурсу, планувалося провести закритий конкурс, доручивши виконання 15—20 проєктів пам'ятника В. І. Леніну — Палацу Рад видатним архітекторам та скульпторам. За найкращі проєкти з числа представлених на Всесоюзний відкритий конкурс призначалися премії від 25 тис. до 100 тис. рублів.
У 1957—1959 роках здійснювався відкритий конкурс на проєкт нового Палацу Рад. Новим місцем будівництва розглядався Південно-Західний район Москви на ділянках поряд із МДУ, або за три кілометри від університету. Серед умов вказувалися: зручне планування приміщень та ділянки, сучасні конструкції та інженерні рішення, розрахунок транспортних розв'язок. Загальна площа приміщень передбачалася в 36 тис. м². До складу нового Палацу мали входити: Великий зал на 4600 місць для з'їздів, конгресів, концертів; окремі зали для роботи Ради Союзу та Ради Національностей на 1500 місць кожна; зали для проведення урядових заходів; ряд адміністративних та технічних приміщень для працівників.
На відкритий конкурс було представлено 115 робіт, на закритий — 21. Серед переможців закритого конкурсу — творчий колектив під керівництвом Михайла Бархіна, Якова Білопільського, Йосипа Ловейка. У конкурсі брав участь видатний радянський архітектор-авангардист Костянтин Мельников. Та попри різноманітні проєктні пропозиції, журі так і не визначило проєкт, який би був утілений. У 1960 році було організовано Управління з проєктування Палацу Рад, яке теж не винесло остаточного рішення. 1963 року Управління було розформовано, а ідею будівництва Палацу Рад облишили назавжди.
Пов'язані проєкти. Фундамент першого Палацу Рад після війни регулярно затоплювало дощами, що, можливо, посприяло його офіційному перетворенню на басейн. У 1958—1960 роках у фундаменті був створений найбільший у світі відкритий зимовий плавальний басейн «Москва» (він займав площу Великого залу). Після розпаду СРСР у 1990-х роках басейн був закритий, а на його місці в 1994 році почалося будівництво нового Храму Христа Спасителя, що візуально повторює старий. Його було завершено та відкрито в останній день 1999 року.
Кремлівська АЗС на Волхонці — єдиний реалізований елемент Палацу Рад і одна з останніх збережених будівель радянського ар-деко. У Євпаторії в парку ім. Івана Франка стояв пам'ятник Леніну, композиція якого наслідувала Палац Рад; був знищений невідомими у 2020 році.

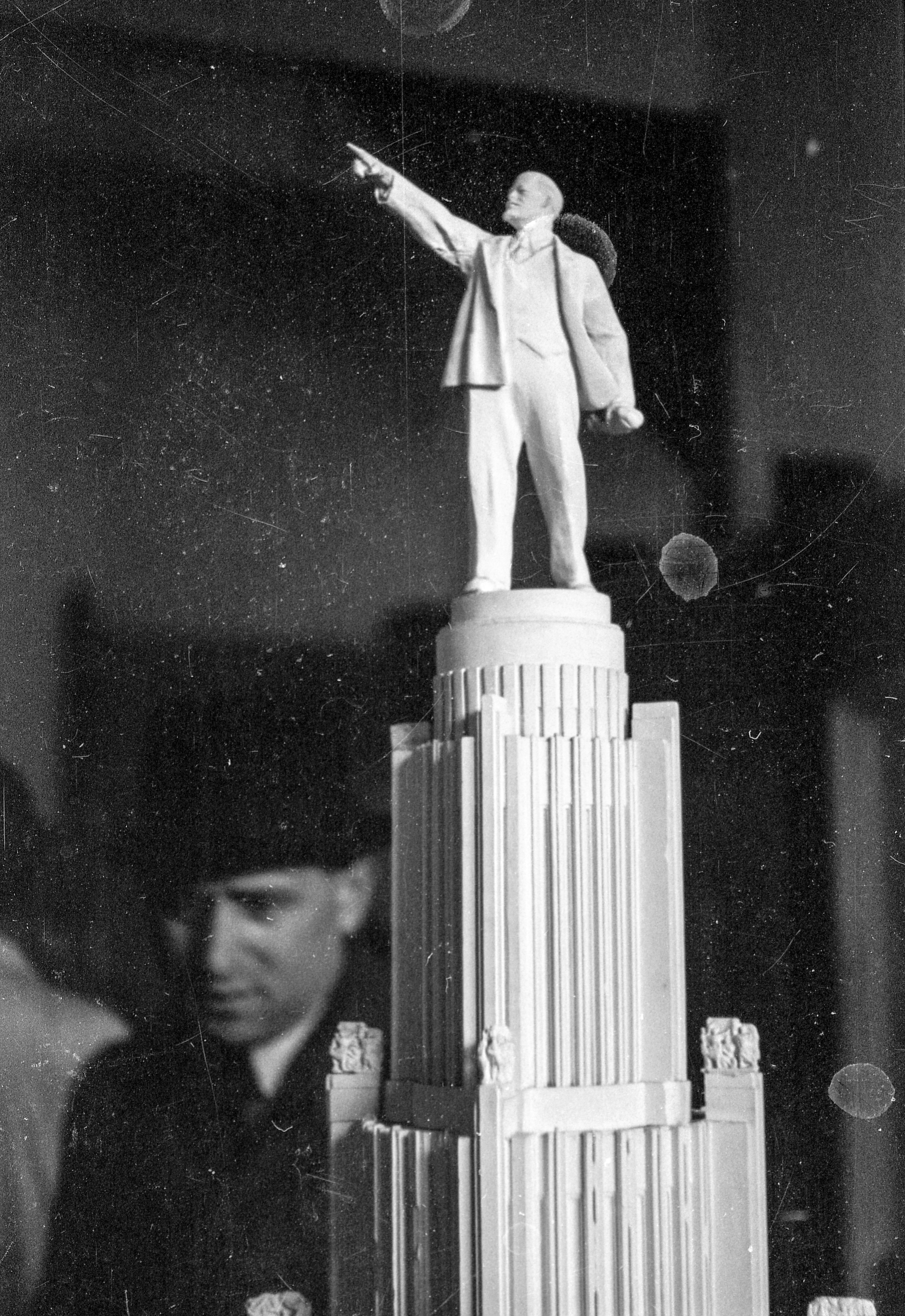
Модель Палацу Рад, 1949 р.
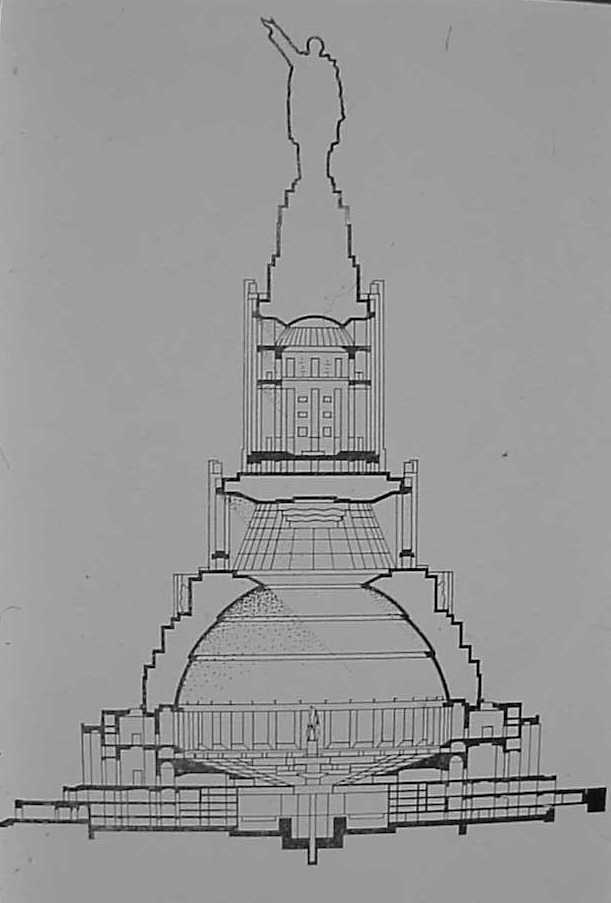
У розрізі
Схема розташування на карті Москви
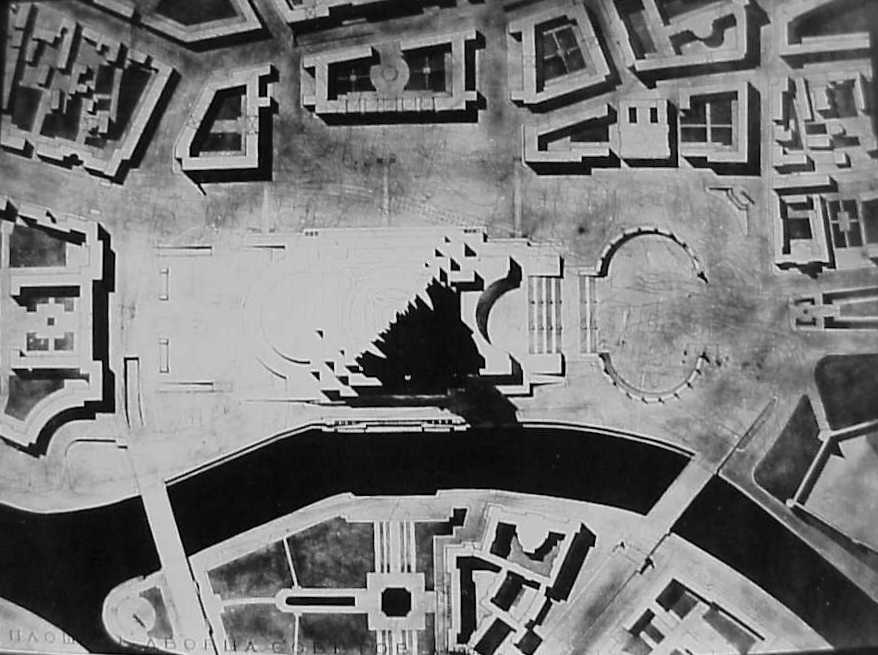
План Палацу Рад, вигляд згори
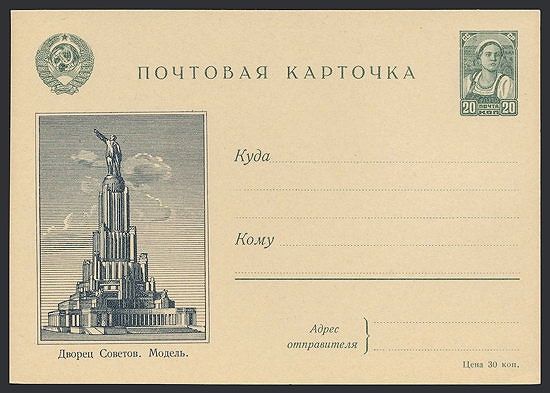
На поштовій листівці, 1941 р.
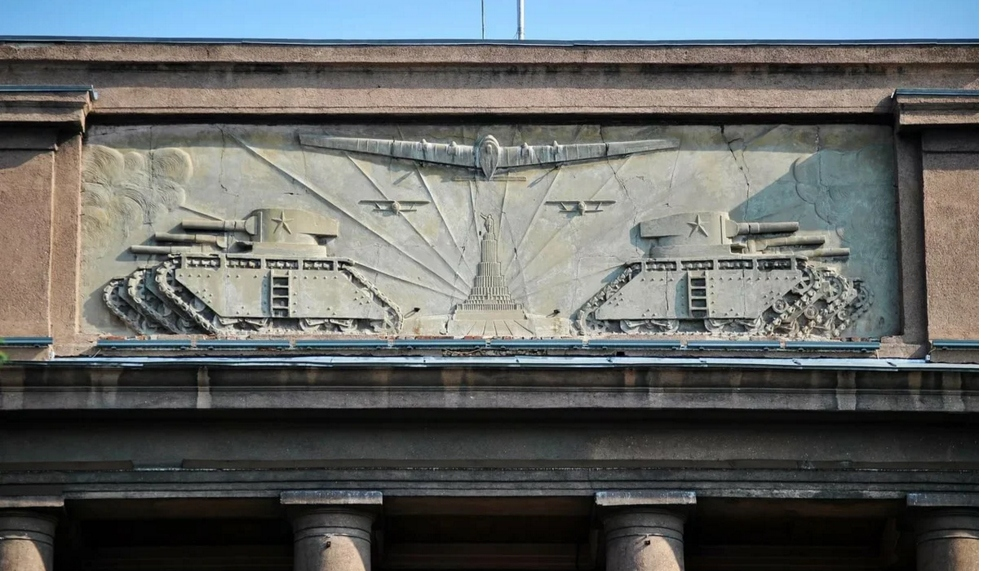
Барельєф з Палацом Рад на головному приміщенні Штабу Уральського військового округу
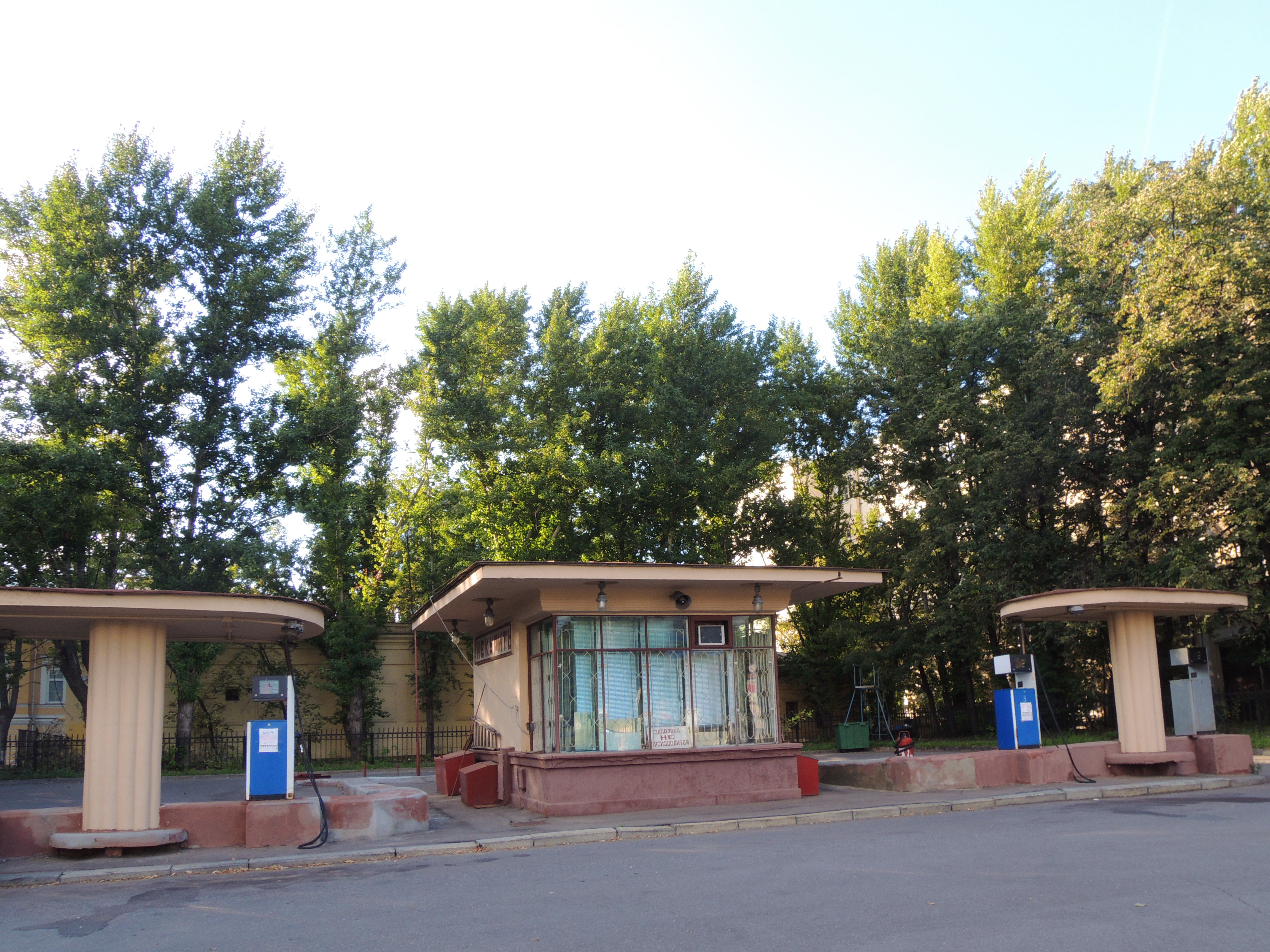
АЗС на Волхонці
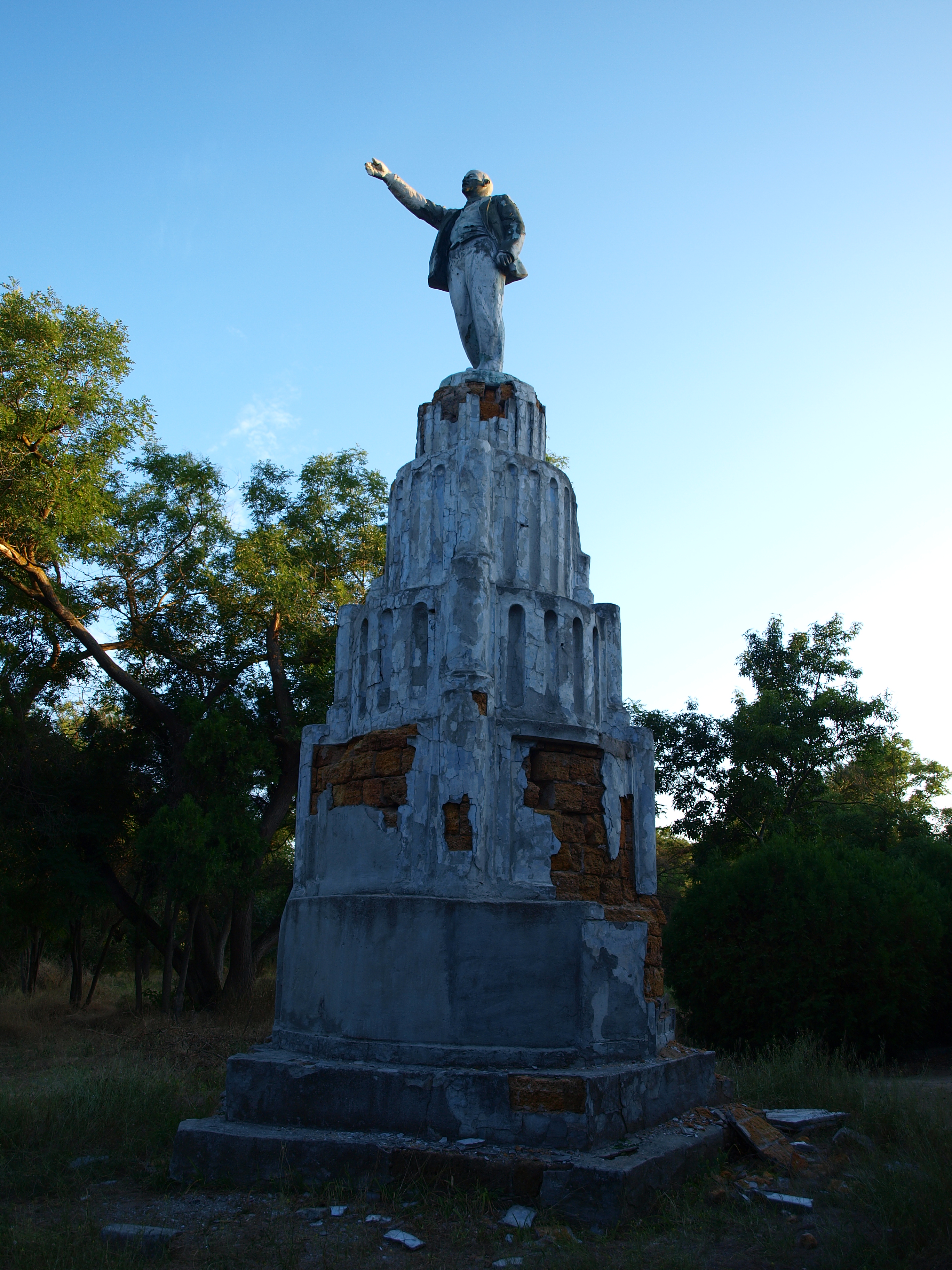
Пам'ятник Леніну в Євпаторії, 2019 р.

## У мистецтві
- У фантастичному фільмі «Космічний рейс», що був створений 1935 року і описує події 1946 року, Палац Рад можна побачити в панорамі Москви.
- Палац Рад зображений на панно-барельєфі, яке встановлене біля входу в будівлю Північного річкового вокзалу.
- У мультиплікаційному науково-фантастичному фільмі «Політ на Місяць», що був знятий 1953 року (рімейк «Космічного рейсу»), у кадрі панорами Москви також зображений Палац Рад.
- Палац Рад присутній у фільмі «Шпигун», екранізації «Шпигунського роману» Бориса Акуніна.
- Палац Рад, під назвою «Око світу» або «Вежа Яскера», присутній у грі «Алоди Онлайн».